# Highclere Motor Car Syndicate
Highclere Motor Car Syndicate Ltd. war ein britischer Hersteller von Automobilen.

## Unternehmensgeschichte
E. J. Y. Rutherford und George Hamilton gründeten 1907 das Unternehmen in Highclere bei Newbury und begannen mit der Produktion von Automobilen. Der Markenname lautete zunächst EJYR, ab 1908 Rutherford. 1912 endete die Produktion. Insgesamt entstanden nur wenige Exemplare.

## Fahrzeuge
Das Unternehmen stellte Dampfwagen her. Das erste Modell war der 30/40 HP. Ein Dreizylinder-Dampfmotor trieb über eine Kardanwelle die Hinterachse an. Der Dampfkessel war ein Serpollet-Kessel. Der Tourenwagen bot Platz für fünf Personen. Präsentiert wurde das Modell auf den Olympia Shows 1907 und 1908. Der Preis betrug 575 Pfund.
1911 erschien ein Modell mit einem stärkeren Motor, das für 400 Pfund angeboten wurde.